# Eymeux
Eymeux est une commune française située dans le département de la Drôme, en région Auvergne-Rhône-Alpes.

## Géographie

### Situation et description
La commune est située aux confins du Vercors, de l'Isère et de la plaine du Grésivaudan. Elle est à 12 km au nord-est de Romans-sur-Isère. Malgré son aspect essentiellement rural, Eymeux est rattachée à la communauté d'agglomération Valence Romans Agglo.

### Communes limitrophes
Une autre des communes les plus proches est Parnans.

### Hydrographie
L'Isère borde la commune, au nord de son territoire, d'est en ouest.

### Climat
Pour des articles plus généraux, voir Climat d'Auvergne-Rhône-Alpes et Climat de la Drôme.
En 2010, le climat de la commune est de type climat méditerranéen altéré, selon une étude du CNRS s'appuyant sur une série de données couvrant la période 1971-2000. En 2020, Météo-France publie une typologie des climats de la France métropolitaine dans laquelle la commune est exposée à un climat de montagne ou de marges de montagne et est dans une zone de transition entre les régions climatiques « Moyenne vallée du Rhône » et « Alpes du nord ». 
Pour la période 1971-2000, la température annuelle moyenne est de 12,3 °C, avec une amplitude thermique annuelle de 17,7 °C. Le cumul annuel moyen de précipitations est de 973 mm, avec 8,4 jours de précipitations en janvier et 5,7 jours en juillet. Pour la période 1991-2020, la température moyenne annuelle observée sur la station météorologique de Météo-France la plus proche, « Romans_sapc »sur la commune de Romans-sur-Isère à 11 km à vol d'oiseau, est de 13,1 °C et le cumul annuel moyen de précipitations est de 876,7 mm,. Pour l'avenir, les paramètres climatiques de la commune estimés pour 2050 selon différents scénarios d'émission de gaz à effet de serre sont consultables sur un site dédié publié par Météo-France en novembre 2022.

### Voies de communication et transports

#### Voies routières
Le village d'Eymeux est accessible par l'autoroute A49, puis la route départementale 325.
- L'autoroute A 49  relie Valence par Romans-sur-Isère) à Grenoble par Voreppe. la sortie la plus proche d'Eymeux est la sortie qui mène à Saint-Nazaire-en-Royans.

 8 La Baume d'Hostun : Saint-Nazaire-en-Royans, La Baume-d'Hostun, Villard-de-Lans
- La route départementale 325 (RD325 et RD 325A) relie la RD 532 (commune de La Baume d'Hostun) à la RD 1092  (commune de Saint-Lattier) après avoir traversé le bourg d'Eymeux.

## Urbanisme

### Typologie
Au 1er janvier 2024, Eymeux est catégorisée bourg rural, selon la nouvelle grille communale de densité à 7 niveaux définie par l'Insee en 2022.
Elle est située hors unité urbaine. Par ailleurs la commune fait partie de l'aire d'attraction de Romans-sur-Isère, dont elle est une commune de la couronne,. Cette aire, qui regroupe 30 communes, est catégorisée dans les aires de 50 000 à moins de 200 000 habitants,.

### Occupation des sols
L'occupation des sols de la commune, telle qu'elle ressort de la base de données européenne d’occupation biophysique des sols Corine Land Cover (CLC), est marquée par l'importance des territoires agricoles (88,7 % en 2018), en diminution par rapport à 1990 (89,8 %). La répartition détaillée en 2018 est la suivante : 
terres arables (70,3 %), zones agricoles hétérogènes (14,8 %), eaux continentales (4,9 %), cultures permanentes (3,5 %), zones urbanisées (3,3 %), forêts (2,7 %), zones industrielles ou commerciales et réseaux de communication (0,4 %). L'évolution de l’occupation des sols de la commune et de ses infrastructures peut être observée sur les différentes représentations cartographiques du territoire : la carte de Cassini (XVIIIe siècle), la carte d'état-major (1820-1866) et les cartes ou photos aériennes de l'IGN pour la période actuelle (1950 à aujourd'hui).

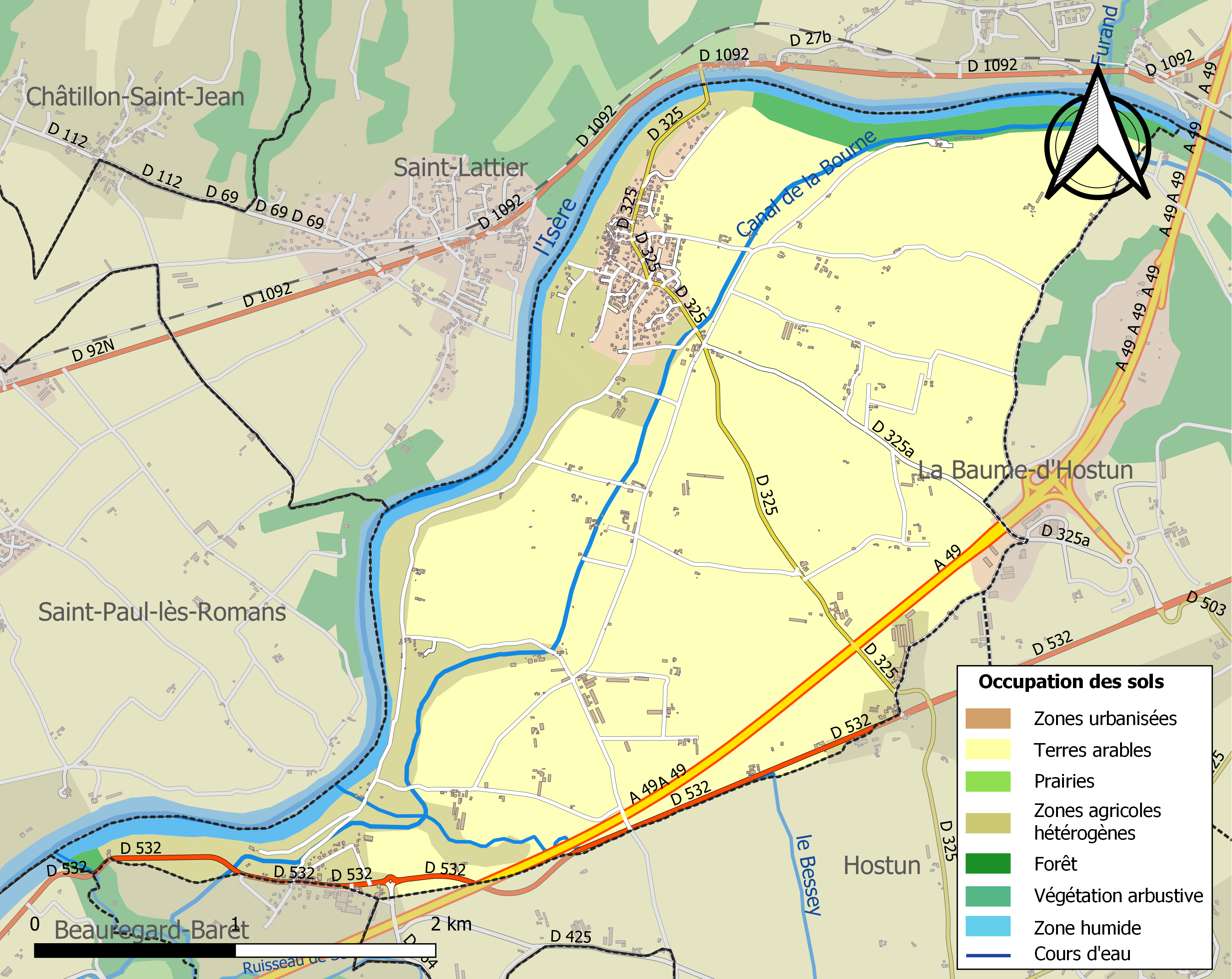
Carte des infrastructures et de l'occupation des sols de la commune en 2018 (CLC).

## Toponymie

### Attestations
Dictionnaire topographique du département de la Drôme :
- XIIIe siècle : Esmers (cartulaire des hospitaliers, 79) ;
- 1267 : Esmiacum (archives de l'Isère, fonds du Valentinois) ;
- 1273 : Esmet, Aymuest et Aymuec (Nécrologe de Saint-Robert, 62) ;
- 1293 : Hemuscum (cartulaire de Saint-Robert, 12) ;
- XIVe siècle : Emuscum (pouillé de Valence) ;
- XVe siècle : Emussium (pouillé de Valence) ;
- 1458 : Emusium (archives de la Drôme, E 2122) ;
- 1540 : mention de la paroisse : Cura Eymussii (rôle de décimes) ;
- 1545 : Aymieu (rôle de décimes) ;
- 1549 : Eymussa (rôle de décimes) ;
- 1580 : Hémieu (archives de la Drôme, E 2158) ;
- 1776 : Ymeux (Aff. du Dauphiné) ;
- 1781 : Eymeu d'Hostung (Aff. du Dauphiné) ;
- 1891 : Eymeux, commune du canton de Bourg-de-Péage.

### Étymologie
Sa signification viendrait de Aygue (eau) et muscus (mousse).

## Histoire

### Du Moyen Âge à la Révolution
Ancien mandement de Beauregard, divisé au XIIIe siècle entre les dauphins du Viennois et les comtes de Valentinois.
La seigneurie :
- Au point de vue féodal, Eymeux fait partie de la terre d'Hostun.
- Dès le XIIIe siècle : appartient à une famille de son nom.
- 1615 : passe (par mariage) aux Lionne.
- 1713 : vendue au maréchal de Tallart.
- 1715 : le maréchal obtient l'incorporation de cette terre au duché d'Hostun (voir ce nom).

Eymeux est dévastée par le baron des Adrets pendant les guerres de Religion.
1789 (démographie) : 150 chefs de famille.
Avant 1790, Eymeux était une paroisse de la communauté d'Hostun-et-Eymeux et du diocèse de Valence, dont l'église était sous le vocable de Saint-Saturnin et dont les dîmes appartenaient au prieur de Saint-Robert-de-Cornillon, en sa qualité de prieur du lieu.

### De la Révolution à nos jours
En 1790, Eymeux est compris dans la municipalité d'Hostun-et-Eymeux, mais la réorganisation de l'an VIII en a fait une commune distincte du canton du Bourg-de-Péage.
1920 : l'abbé Scolary invente le « dépuratif des Alpes »[réf. nécessaire].
1944 : le terrain Agonie accueille plusieurs parachutages en faveur de la Résistance. Ainsi le 5 janvier, celui de trois hommes dont le lieutenant de 27 ans Camille Monnier, quinze containers d'armes et de munitions, des colis et une importante somme d'argent. D'autres parachutages auront lieu dans la nuit du 10 au 11 avril (4 parachutés dont Jean Paris, radio, des containers et de l'argent en francs et en dollars, ou encore le 21/22 avril avec un saboteur surnommé Versoir, quinze containers et huit colis.

## Politique et administration

### Liste des maires
| Période                                  | Période  | Identité         | Étiquette | Qualité |
| ---------------------------------------- | -------- | ---------------- | --------- | ------- |
| Les données manquantes sont à compléter. |          |                  |           |         |
| avant 1995                               | ?        | Paul Beaude      |           |         |
| mars 2001                                | 2020     | Bernard Saillant | SE        | Cadre   |
| 2020                                     | En cours | Fabrice Bar      |           |         |

## Population et société

### Démographie
L'évolution du nombre d'habitants est connue à travers les recensements de la population effectués dans la commune depuis 1793. Pour les communes de moins de 10 000 habitants, une enquête de recensement portant sur toute la population est réalisée tous les cinq ans, les populations de référence des années intermédiaires étant quant à elles estimées par interpolation ou extrapolation. Pour la commune, le premier recensement exhaustif entrant dans le cadre du nouveau dispositif a été réalisé en 2006.

En 2022, la commune comptait 1 083 habitants, en évolution de +4,94 % par rapport à 2016 (Drôme : +2,64 %, France hors Mayotte : +2,11 %).
| 1793 | 1800 | 1806 | 1821 | 1831 | 1836 | 1841 | 1846 | 1851 |
| ---- | ---- | ---- | ---- | ---- | ---- | ---- | ---- | ---- |
| 675  | 726  | 851  | 633  | 808  | 835  | 793  | 794  | 822  |

| 1856 | 1861 | 1866 | 1872 | 1876 | 1881 | 1886 | 1891 | 1896 |
| ---- | ---- | ---- | ---- | ---- | ---- | ---- | ---- | ---- |
| 802  | 796  | 706  | 713  | 675  | 618  | 612  | 570  | 583  |

| 1901 | 1906 | 1911 | 1921 | 1926 | 1931 | 1936 | 1946 | 1954 |
| ---- | ---- | ---- | ---- | ---- | ---- | ---- | ---- | ---- |
| 531  | 566  | 560  | 512  | 472  | 523  | 482  | 453  | 468  |

| 1962 | 1968 | 1975 | 1982 | 1990 | 1999 | 2006 | 2011  | 2016  |
| ---- | ---- | ---- | ---- | ---- | ---- | ---- | ----- | ----- |
| 440  | 426  | 411  | 475  | 510  | 573  | 843  | 1 047 | 1 032 |

| 2021  | 2022  | - | - | - | - | - | - | - |
| ----- | ----- | - | - | - | - | - | - | - |
| 1 065 | 1 083 | - | - | - | - | - | - | - |

### Enseignement
La commune dépend de l'académie de Grenoble. Les élèves débutent leur scolarité à Eymeux, dans l'école maternelle de l’Ecancière. Ils la poursuivent à l'école primaire communale, composée de quatre classes.

### Manifestations culturelles et festivités
- Fête des laboureurs, le premier dimanche de janvier[14].

### Loisirs
- Pêche[14].

### Médias
- L'Agriculture drômoise est un journal d'informations agricoles et rurales qui couvre l'ensemble du département de la Drôme.
- Le Dauphiné libéré, quotidien régional.
- L'Impartial de la Drôme, hebdomadaire.
- France Bleu, radio.

## Économie

### Agriculture
En 1992 : pâturages (ovins, caprins), céréales, tabac / Coopérative agricole / Produit local : ravioles.

### Entreprises et commerces
- Un antiquaire[14].

## Culture locale et patrimoine

### Lieux et monuments
- Unité d'architecture[14].
- Église Saint-Pierre d'Eymeux du XIXe siècle[14].
- Chapelle Sainte-Béatrix qui fait l'objet d'un pèlerinage[14].

### Personnalités liées à la commune
- Béatrice d'Ornacieux, fondatrice de la chartreuse d'Eymeux.
- Bernard Piras, sénateur de la Drôme (1996-2014).

### Héraldique, logotype et devise
|  | Eymeux possède des armoiries dont l'origine et le blasonnement exact ne sont pas disponibles. |